# Брекендорф
Брекендорф (њем. Brekendorf) општина је у њемачкој савезној држави Шлезвиг-Холштајн. Једно је од 165 општинских средишта округа Рендсбург. Према процјени из 2010. у општини је живјело 1.038 становника. Посједује регионалну шифру (AGS) 1058030.

## Географски и демографски подаци
Брекендорф се налази у савезној држави Шлезвиг-Холштајн у округу Рендсбург. Општина се налази на надморској висини од 46 метара. Површина општине износи 20,5 km². У самом мјесту је, према процјени из 2010. године, живјело 1.038 становника. Просјечна густина становништва износи 51 становника/km².

## Међународна сарадња
| Мјесто | Држава | Врста сарадње | Од    |
| ------ | ------ | ------------- | ----- |
|        | Пољска | контакт       | 2000. |
| Извор  |        |               |       |